# Grand Prix Chantal Biya
Grand Prix Chantal Biya – wieloetapowy wyścig kolarski rozgrywany corocznie od 2001 w Kamerunie. Impreza swoją nazwę wzięła od Chantal Biyi, żony prezydenta kraju Paula Biyi.
Pierwsza edycja odbyła się w 2001, a wyścig od tego czasu odbywa się corocznie. W 2007 został włączony do cyklu UCI Africa Tour, w którym posiada kategorię 2.2.

## Zwycięzcy
Opracowano na podstawie:
| Rok  | Pierwsze           | Drugie               | Trzecie               |
| ---- | ------------------ | -------------------- | --------------------- |
| 2001 | François Talla     | Oweno Owono          | Martinien Tega        |
| 2002 | Oweno Owono        | Abdul Wahab Sawadogo | Stéphane Decrouy      |
| 2003 | Shi Luo Jian       | Martinien Tega       | Koji Fukushima        |
| 2004 | Sébastien Duclos   | Martinien Tega       | Yukiya Arashiro       |
| 2005 | Joseph Sanda       |                      |                       |
| 2006 | Flaubert Douanla   | Frédéric Geminiani   | Martinien Tega        |
| 2007 | Peter van Agtmaal  | Julien Gonnet        | Scott Lyttle          |
| 2008 | Thomas Rostollan   | Florent Barle        | Flaubert Douanla      |
| 2009 | Peter van Agtmaal  | Joseph Sanda         | Sylvain Georges       |
| 2010 | Martinien Tega     | Hervé Raoul Mba      | Sébastien Gaultier    |
| 2011 | Yves Ngue Ngock    | Marek Čanecký        | Sébastien Reichenbach |
| 2012 | Alexandre Mercier  | Aurélien Gay         | Pavol Polievka        |
| 2013 | Yves Ngue Ngock    | Alexandre Join       | Bolodigui Ouattara    |
| 2014 | Mekseb Debesay     | Essaïd Abelouache    | Clovis Kamzong        |
| 2015 | Mouhssine Lahsaini | Jérémie Nzeke        | Endrik Puntso         |
| 2016 | Martial Roman      | Simon Guglielmi      | Hervé Raoul Mba       |
| 2017 | Clovis Kamzong     | Ján Andrej Cully     | Martin Mahďar         |
| 2018 | Juraj Bellan       | Clovis Kamzong       | Issiaka Cissé         |
| 2019 | Azzedine Lagab     | Marek Čanecký        | Arjan Hofman          |
| 2020 | Moïse Mugisha      | Lukáš Kubiš          | Clovis Kamzong        |
| 2021 | Lukáš Kubiš        | Jordi Slootjes       | Clovis Kamzong        |
| 2022 | Axel Taillandier   | Lukáš Kubiš          | Clovis Kamzong        |
| 2023 | Yacine Hamza       | Oussama Khafi        | Samuel Niyonkuru      |
| 2024 | Wesley Van Dyck    | Yacine Hamza         | Wannes Heylen         |